# Alfredo Ferreyros Gildemeister
Alfredo Enrique Ferreyros Gildemeister (Lima, 1950) es pionero del turismo en el Perú y promotor de la conservación de su patrimonio natural y cultural. Es el fundador de la primera empresa en operar el famoso Camino Inca a Machu Picchu. 
Alfredo Ferreyros es considerado el fundador del turismo de aventura en Perú.

## Biografía
Nació en la ciudad de Lima el 1 de abril de 1950, es hijo de Alfredo Ferreyros Gaffron y de María Rosa Gildemeister Becker.
Su abuelo paterno, Alfredo Ferreyros Ayulo, fue un distinguido ingeniero agrónomo, empresario y diplomático peruano que, durante su estancia en Liverpool, Inglaterra, desterrado por el presidente Leguía, representó a la Casa Ferreyros, una empresa familiar fundada con su hermano Enrique Ferreyros Ayulo dedicada durante sus primeros años de operaciones a la exportación textil. Su abuelo materno fue embajador de Perú en Alemania antes de la Segunda Guerra Mundial.
Realizó sus estudios escolares en Lima y en Londres. Durante su permanencia en Europa recorrió los Alpes como caminante y explorador, prácticas que había iniciado muy temprano en el norte del Perú durante sus visitas a las propiedades agrícolas de su familia.
Al acabar sus estudios secundarios, es enviado a los Estados Unidos para iniciar su formación profesional vinculada a la agricultura, actividad que su padre y abuelo habían venido realizando desde inicios del siglo pasado.
Estando en Nueva York se entera de la expropiación de las propiedades familiares por parte del gobierno del general Juan Velasco Alvarado, militar que inició en 1969 una Reforma Agraria que supuso el fin del régimen de la hacienda en el Perú. Al terminar sus estudios de agronomía y ciencias sociales en la Universidad de Cornell retorna a su país para desarrollar su vida profesional.

## Carrera

### Inicios
Su viaje de regreso al Perú lo realiza en compañía de un condiscípulo universitario conduciendo un auto desde Nueva York hasta Lima en una travesía de más de tres meses de duración. Luego de una corta estancia en la capital del Perú viaja al Cusco interesado por la fama que sus montañas y culturas vivas habían ido ganando entre los jóvenes universitarios de los Estados Unidos. 
En la ciudad que fue la capital de la civilización incaica y principalmente en las comunidades del Valle Sagrado de los Incas toma contacto con la población local, que entonces era mayoritariamente indígena, lo que le servirá para develar posteriormente los tesoros arqueológicos y culturales que se escondían en esta sección de la Cordillera de los Andes.

### El Camino Inca
En 1974 recorre por primera vez el Camino Inca a Machu Picchu siendo contratado a los pocos meses por la empresa Hauser Exkursionen para conducir a su primer grupo de turistas extranjeros interesados en hacer trekking. En ese momento, sin saberlo, se iniciaba para Ferreyros una relación intensa con los viajes de aventura por territorios ignotos lo que sería una constante en su vida como impulsor del turismo de aventura, el ecoturismo y los viajes experienciales.
Convencido de que las montañas del Cusco podían convertirse en el escenario ideal  para el desarrollo de experiencias auténticas de contacto con la naturaleza y las culturas tradicionales funda en 1975, una empresa de turismo de aventura del Perú.
Viaja a Nepal para conocer a fondo las operaciones de las grandes compañías del rubro en los Himalayas. La experiencia ganada en ese viaje y en las sucesivas visitas realizadas a las experiencias outdoor en los Estados Unidos le servirán de mucho para consolidar el trabajo de su empresa.

### Explorandes
En 1975 funda en el Cusco, Explorandes, la primera empresa en el Perú dedicada a la promoción del turismo de aventura en los Andes y enfocada en el desarrollo de las comunidades receptoras y el cuidado del medio ambiente.
Ferreyros, que durante sus años universitarios en los Estados Unidos había estudiado quechua, la lengua que se habló durante el apogeo de la civilización inca, realiza en estos primeros años formativos una inmersión en el mundo rural andino y en los valores que sustentan el modo de vida respetuoso de los ciclos de la tierra de sus pobladores, que le servirán de sustento para sostener el liderazgo en el turismo de aventura en esta parte de Sudamérica..
Explorandes fue la primera en operar el famoso Camino Inca a Machu Picchu. 
Un año después de su fundación Explorandes inicia los viajes de aventura a Choquequirao, la ciudadela inca situada en las proximidades del nevado Salcantay y poco después amplía sus operaciones a la Cordillera Blanca, donde la empresa ha desarrollado caminatas alrededor del nevado Huascarán y las demás montañas de más de seis mil metros de altura que han convertido al Perú en un emporio para el montañismo y las actividades de aventura.
En la actualidad Explorandes viene lanzando nuevas rutas y ha establecido nuevos centros de aventura como Piuray Outdoor Center y Titikayak. Adicionalmente la empresa viene relanzando nuevas rutas de caminata en la Cordillera Blanca, en el Gran Camino Inca o Qhapaq Ñan, la gran red vial del Tahuantinsuyo..

## Cargos y reconocimientos
En 1981 Ferreyros, atendiendo el desarrollo de la industria turística en los Andes, funda  con un grupo de empresarios del Cusco y Lima la Asociación Peruana de Turismo de Aventura y Ecoturismo, APTAE; el primer gremio especializado en la promoción y adecuada gestión de las actividades de aventura en el Perú. 
Entre 1995 y 2000 representó a la Confederación Nacional de Instituciones Empresariales Privadas (CONFIEP) ante el extinto Consejo Nacional del Ambiente.
Es miembro del Consejo Consultivo de Adventure Travel and Trade Association (ATTA), cofundador y ex director ejecutivo del Instituto del Bien Común (IBC) y miembro del Consejo Consultivo de la carrera de Administración de Hotelería y turismo de la Universidad Peruana de Ciencias Aplicadas (UPC).
Su labor como conservacionista y defensor del ambiente en el Perú lo llevaron a ser elegido director ejecutivo de la filial peruana de Conservación Internacional, una de las organizaciones más importantes en el  mundo en materia de conservación de la biodiversidad.
En marzo de 2025, Alfredo Ferreyros fue incorporado, en Londres, al Salón de la Fama de Latin American Travel Association (LATA) por su contribución al crecimiento y éxito del turismo en la región sudamericana.